# Прилипко, Владимир Петрович
 Прили́пко Владимир Петрович  (16 ноября 1947 — 21 августа 2004) — украинский поэт, археолог. Был членом Национального союза писателей Украины с 1997 года.

## Биография
Родился 16 ноября 1947 года в селе Краскино Хасанского района Приморского края бывшего СССР (на территории современной России). Отец воевал  офицером-артиллеристом с 1941 по 1945 годы, был ранен, бежал из немецкого плена, имел ранения, после войны служил в звании капитана на Дальнем Востоке. С раннего детства до 1965 года жил в селе Ялтушкове, Барский район, Винницкая область, а с 1965 года — в Виннице. Три года учился в Винницком педагогическом институте. Работал консультантом в Обществе охраны памяток истории и культуры. С 1971 года — научный сотрудник Винницкого областного краеведческого музея, позднее — Винницкой областной археологической научно-исследовательской инспекции. Имеет отношение к важным в истории археологии исследований и открытий, а именно: захоронение сарматского царя I века н. э. (1984, село Пороги, Ямпольской район), нахождение сокровищ в курганах эпохи бронзы (1986, село Гордиевка, Тростянецкий район).
Умер в Виннице 21 августа 2004 года и похоронен на сельском кладбище в Ялтушкове.

## Память

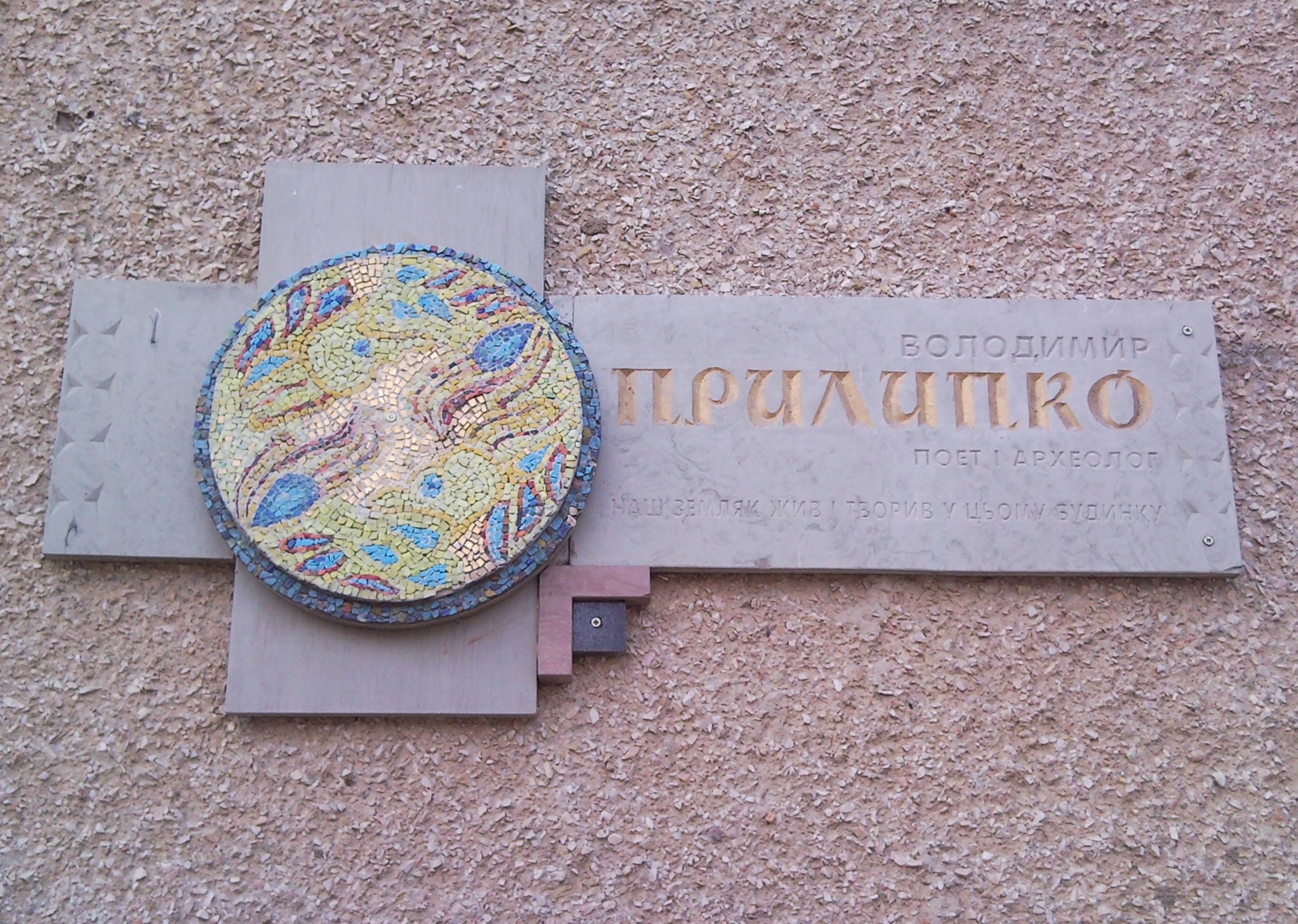
Мемориальная доска на доме №6 по улице Константина Василенка в Виннице, где жил поэт

В доме, где жил Владимир Прилипко (Винница, улица 30-летия Победы, 6, с 2016 года - улица Константина Василенка) по инициативе художника Виктора Рыбачука в 2008 году установлена мемориальная доска.